# Javier Muñoz (entrenador)
Javier Muñoz (nacido en Lugo en 1974) es un entrenador de baloncesto español, actualmente entrenador de las Abejas de León de la Liga Nacional de Baloncesto Profesional de México.

## Trayectoria
Nacido en Lugo, comenzó su carrera como entrenador en las categorías inferiores del Estudiantes de Lugo, filial del C.B. Breogán, con el que consiguió el ascenso a Liga EBA en la temporada 98-99. Javier Muñoz fue además el encargado de dirigir al filial del Breogán en la Liga EBA las tres siguientes temporadas (1999-2002).
Sus buenas campañas le valieron para dar el salto en 2002 a la Liga ACB como entrenador ayudante de Andreu Casadevall en el C.B Breogán (2002-2004). Después de dos temporadas en la máxima categoría del baloncesto nacional, el lucense regresó a sus orígenes, dirigiendo nuevamente al Estudiantes de Lugo en la temporada 2004-05.
En la temporada 2005-06 llegaría su primera experiencia en la LEB, en el C.B Calpe, como entrenador ayudante de Paco Olmos, con quien repetiría como asistente en Melilla en la campaña 2007-08, y en la que el decano se quedó a un paso de disputar los Play-Offs. 
Un año más tarde probó suerte de nuevo como primer entrenador en el Rayet Guadalajara de la LEB Bronce, con el que concluyó en decimotercera posición. 
La siguiente temporada viviría su primera experiencia como primer entrenador en LEB Oro, gracias al Club Baloncesto Ourense.
En enero de 2011 se incorporó como entrenador al Durán Maquinaria Ensino de Liga Femenina 2, equipo en el que fue primer entrenador durante tres campañas (2011-2014).
En 2014, regresa a Club Melilla Baloncesto para formar parte del cuerpo técnico de Alejandro Alcoba como entrenador ayudante, con el que conseguiría ser subcampeón de la LEB Oro en la temporada 2015-16.
En 2017, firma como entrenador ayudante del Fuerza Regia de Monterrey de la Liga Nacional de Baloncesto Profesional de México (LNBP), de la mano del entrenador Paco Olmos.
En 2018 se convierte en primer entrenador del Santos de San Luis de la Liga Nacional de Baloncesto Profesional de México (LNBP).
En 2019 regresa al club de su tierra, el Club Baloncesto Breogán de Lugo, para ser entrenador ayudante de Tito Díaz. Muñoz permanecería el cuadro lucense durante cinco temporadas, formando parte del cuerpo técnico de entrenadores como Diego Epifanio y Veljko Mrsic. 
En enero de 2022 debutó como primer entrenador en ACB al frente del Breogán, tras la salida de Paco Olmos y antes de la llegada de Veljko Mrsic, de quien continuó ejerciendo como ayudante hasta el verano de 2023.
En enero de 2024 se incorpora como entrenador ayudante a los Ángeles de la Ciudad de México del Circuito de Baloncesto de la Costa del Pacífico (CIBACOPA).
El 11 de julio de 2024, firma como entrenador de las Abejas de León de la Liga Nacional de Baloncesto Profesional de México (LNBP).

## Clubs como entrenador
- 1998-02: Estudiantes de Lugo. (1ª Nacional)
- 2002-04: Breogán Lugo. Liga ACB. Entrenador ayudante de Andreu Casadevall.
- 2004-05: Estudiantes de Lugo. (Liga EBA)
- 2005-06: Club Baloncesto Calpe. Liga LEB. Entrenador ayudante de Paco Olmos.
- 2006-07: Breogán Lugo. Liga LEB Oro. Entrenador ayudante de Andreu Casadevall.
- 2007-08: Club Melilla Baloncesto. Liga LEB Oro. Entrenador ayudante de Paco Olmos.
- 2008-09: Rayet Guadalajara.(LEB Bronce)
- 2009-10: Aguas de Sousas Ourense.Liga LEB Oro. Es sustituido por Paco García.
- 2010-14: Durán Maquinaria Ensino. Liga Femenina 2 Grupo A.
- 2014-17: Club Melilla Baloncesto.Liga LEB Oro. Entrenador ayudante de Alejandro Alcoba.[4]
- 2017-18: Fuerza Regia de Monterrey. (LNBP). Entrenador ayudante de Paco Olmos.
- 2018-19: Santos de San Luis. (LNBP).[5]
- 2019-2024:  CB Breogan Liga Endesa ACB. Entrenador ayudante de Tito Díaz, Diego Epifanio y Veljko Mrsic.
- 2024-actualidad: Abejas de León. (LNBP).[6]